# Mike Havekotte
Mike Havekotte (Bilthoven, 12 september 1995) is een Nederlandse doelman die voor TOP Oss speelt.

## Carrière
Havekotte speelde als voetballer in de jeugd van FC Utrecht en kwam via diezelfde club terecht bij Excelsior. Hier maakte hij echter geen speelminuten in de competitie. Havekotte speelde in zijn jeugd waterpolo, net als zijn vader Robert Havekotte. Medio 2018 ging hij naar ADO Den Haag.Hij maakte zijn debuut in het betaald voetbal op 19 januari 2019 voor die club, tegen VVV-Venlo (2-4). Hij verving zeven minuten voor tijd rechtsback Giovanni Troupée, omdat keeper Robert Zwinkels een rode kaart had gekregen. Havekotte keepte nog éénmalig een wedstrijd voor ADO, op 15 september 2019 tegen Feyenoord (2-3).
In de tweede helft van het seizoen 2019/20 werd hij door ADO Den Haag uitgeleend aan FC Dordrecht. Hij werd dat seizoen de vierde keeper die bij Dordrecht in het doel plaatsnam, na Ramón ten Hove, Petar Stošković en Andries Noppert. Hij debuteerde op 10 januari 2020 tegen Excelsior Rotterdam (1-1). Na negen wedstrijden raakte hij geblesseerd.
In september 2020 werd Havekotte voor een jaar verhuurd aan MVV Maastricht. Hij debuteerde op 5 september 2020 tegen SC Cambuur (1-7). Hij werd ingebracht in de rust, voor een geblesseerde Bill Lathouwers bij een 1-4 tussenstand. Na negen speelrondes passeerde Havekotte Lathouwers en werd eerste keeper voor MVV. Hij kwam tot 31 wedstrijden voor de club.     

### Helmond Sport
Medio 2021 verkaste Havekotte transfervrij naar Helmond Sport. In de eerste speelronde van het seizoen 2021/22 debuteerde hij voor de club, tegen FC Den Bosch (0-2). In zijn twee seizoenen bij Helmond miste hij geen minuut, waardoor hij in totaal op 78 wedstrijden kwam.     

### TOP Oss
In 2023 ging hij naar TOP Oss. Ook hier werd hij meteen eerste keeper na zijn debuut tegen FC Den Bosch (0-1) in de openingsronde. Na vier wedstrijden werd hij ook aanvoerder van de club uit Oss. Hij miste in het seizoen 2023/24 één wedstrijd, tegen Jong Ajax (2-1). Hij werd vervangen door Max van Herk. In het seizoen 2024/25 miste hij geen minuut.     

## Interlandcarrière
Havekotte kwam uit voor verschillende Nederlandse jeugdelftallen. Hij maakte deel uit van de selectie die het Europees kampioenschap voetbal mannen onder 17 van 2012 won.

## Persoonlijk
Naast doelman is Havekotte een succesvolle waterpolocoach. Hij was trainer van BZC Brandenburg.

## Clubstatistieken
| Seizoen         | Club             | Competitie      | Competitie | Competitie | Beker | Beker | Overig | Overig | Totaal | Totaal |
| Seizoen         | Club             | Competitie      | Wed.       | Dlp.       | Wed.  | Dlp.  | Wed.   | Dlp.   | Wed.   | Dlp.   |
| --------------- | ---------------- | --------------- | ---------- | ---------- | ----- | ----- | ------ | ------ | ------ | ------ |
| 2015/16         | Excelsior        | Eredivisie      | 0          | 0          | 0     | 0     | 0      | 0      | 0      | 0      |
| 2016/17         | Excelsior        | Eredivisie      | 0          | 0          | 0     | 0     | 0      | 0      | 0      | 0      |
| 2017/18         | Excelsior        | Eredivisie      | 0          | 0          | 0     | 0     | 0      | 0      | 0      | 0      |
| 2018/19         | ADO Den Haag     | Eredivisie      | 1          | 0          | 0     | 0     | 0      | 0      | 1      | 0      |
| 2019/20         | ADO Den Haag     | Eredivisie      | 1          | 0          | 0     | 0     | 0      | 0      | 1      | 0      |
| 2019/20         | → FC Dordrecht   | Eerste divisie  | 9          | 0          | 0     | 0     | 0      | 0      | 9      | 0      |
| 2020/21         | → MVV Maastricht | Eerste divisie  | 30         | 0          | 1     | 0     | 0      | 0      | 31     | 0      |
| 2021/22         | Helmond Sport    | Eerste divisie  | 38         | 0          | 1     | 0     | 0      | 0      | 39     | 0      |
| 2022/23         | Helmond Sport    | Eerste divisie  | 38         | 0          | 1     | 0     | 0      | 0      | 39     | 0      |
| 2023/24         | TOP Oss          | Eerste divisie  | 37         | 0          | 1     | 0     | 0      | 0      | 38     | 0      |
| 2024/25         | TOP Oss          | Eerste divisie  | 38         | 0          | 1     | 0     | 0      | 0      | 39     | 0      |
| Carrière totaal | Carrière totaal  | Carrière totaal | 192        | 0          | 5     | 0     | 0      | 0      | 197    | 0      |